# 驪州ジャンクション
驪州ジャンクション（ヨジュジャンクション）は大韓民国京畿道驪州市にある中部内陸高速道路（45号線）と嶺東高速道路（50号線）を結ぶジャンクションである。

## 接続している路線

### 忠州・金泉方面
- 中部内陸高速道路（26番）

### 仁川・江陵方面
- 嶺東高速道路（23番）

## 隣
中部内陸高速道路
- 甘谷IC - 驪州JCT

嶺東高速道路
- 利川IC - 驪州SA - 驪州JCT - 驪州IC